# 盧基揚尼夫卡 (巴什坦卡區)
47°28′44″N 32°7′59″E / 47.47889°N 32.13306°E
盧基扬尼夫卡（烏克蘭語：Лук'янівка），是烏克蘭的村落，位於該國南部尼古拉耶夫州，由巴什坦卡區普里維利內市鎮負責管轄，始建於1782年，面積1.2平方公里，海拔高度24米，2001年人口565，人口密度每平方公里470.8人。